# Eisenbahnunfall von Atlantic City (1906)

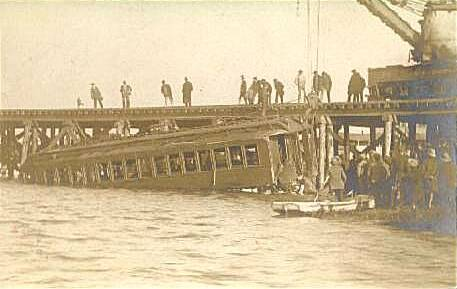
Bergung eines der Wagen des verunglückten Zuges

Bei dem Eisenbahnunfall von Atlantic City 1906 entgleiste am 28. Oktober 1906 ein Zug auf einer Zugbrücke in Atlantic City, New Jersey, aufgrund eines technischen Fehlers an der Brücke. Der Zug stürzte von der Brücke. 53 Menschen ertranken.

## Ausgangssituation
Der Unfall ereignete sich auf einer kurz zuvor elektrifizierten Bahnstrecke der West Jersey and Seashore Railroad, einer Tochtergesellschaft der Pennsylvania Railroad, kurz vor der Einfahrt in den Bahnhof von Atlantic City. Die Eisenbahnstrecke querte dort auf einer Zugbrücke ein Gewässer, genannt The Thoroughfare, das dort etwa 10 Meter tief war. 
Die Brücke über das Gewässer war nach der Elektrifizierung auf ihre Funktionstüchtigkeit geprüft und erst am gleichen Tag in Betrieb genommen worden. Sie wurde beidseitig durch Signale gesichert, die erst dann „Fahrt frei“ zeigten, wenn sich die Brücke in waagrechter Position befand. Sie war bereits ohne Störung von einem Zug in westliche Richtung befahren worden. 
Aus westlicher Richtung fuhr nun gegen 14 Uhr 20 ein dreiteiliger Elektrotriebwagen aus Camden mit 87 Reisenden auf die Brücke zu. Die angetriebene Einheit schob den Zug. Die Türen der Wagen waren – wie üblich – verschlossen.

## Unfallhergang
Die Brücke war für den Schiffsverkehr kurz geöffnet worden, um ein Boot passieren zu lassen, und dann wieder in waagrechte Position gebracht worden, damit sie von dem Zug aus Camden befahren werden konnte. Dieser fuhr mit einer Geschwindigkeit von etwa 60 km/h auf die Brücke. Entgegen der Signalisierung hatte sich die Brücke aber nicht ganz geschlossen, und das östliche Zugbrückensegment ragte noch etwas über das westliche. Dadurch entgleiste der Zug, rutschte etwa 50 Meter über die Schwellen und stürzte dann 5 Meter tief in The Thoroughfare. Die beiden ersten Wagen stürzten direkt ins Wasser, der schiebende Wagen verfing sich im Unterbau der Brücke und hing dort noch für kurze Zeit. Da die Türen verschlossen waren, war es für die eingeschlossenen Fahrgäste schwierig, die Wagen zu verlassen. Ein in dem letzten Wagen mitfahrender Bremser schloss sofort eine der hinteren Türen dieses Wagens auf und hielt sie auf. Hier konnte eine Reihe von Fahrgästen entkommen, während in den ersten beiden Wagen nur ein oder zwei Personen überlebten und alle anderen ertranken.

## Untersuchung
Die Untersuchung ergab, dass der aus östlicher Richtung kommende erste Zug bei seiner Überfahrt das leicht nach oben stehende Brückensegment, auf das er landseitig normal auffuhr, durch sein Gewicht an der Kontaktstelle mit dem westlichen Klappsegment in die richtige Lage gedrückt hatte und die Brücke deshalb ohne Probleme passieren konnte. Der Zug aus Camden dagegen war gegen das hochstehende östliche Brückensegment geprallt und deswegen entgleist.
Die Untersuchung der Signalanlage ergab, dass sie ausschließlich auf die waagrechte Lage der Brückensegmente reagierte, aber keine Kontrolle dafür integriert war, dass diese auch wirklich bündig aneinander lagen.

## Folgen
Eine Folge des Unfalls war die erste Presseerklärung. Der Public-Relations-Experte Ivy Lee, der für die Pennsylvania Railroad arbeitete, überzeugte diese offensiv, mit einer Presseerklärung an die Vertreter der Zeitungen an der Unfallstelle heranzutreten. The New York Times druckte die Presseerklärung wortwörtlich am 30. Oktober 1906 ab.